# Let’s Dance/Weihnachts-Special 2013
Das erste Weihnachts-Special der Live-Tanzshow Let’s Dance wurde am 20. und 21. Dezember 2013 unter dem Titel Let’s Dance – Let’s Christmas präsentiert. Ein zweites Christmas-Special gab es 2022 und ein drittes Christmas-Special gab es 2023.

## Die Show
In der zweiteiligen Sonderausgabe traten fünf ehemalige Teilnehmer gegeneinander an. Wie am 12. November bekannt gegeben wurde, handelte es sich dabei um alle bisherigen Staffelsieger mit Ausnahme von Wayne Carpendale und Maite Kelly. Letztere war ursprünglich für die Show eingeplant, sagte ihre Teilnahme allerdings aus terminlichen Gründen wieder ab, weswegen sie durch Moritz A. Sachs ersetzt wurde. Die Prämie für den Sieger wurde einem guten Zweck zugeführt.

## Die Jury
- Jorge Gonzalez
- Motsi Mabuse
- Joachim Llambi

## Kandidaten
| Kandidaten         | Profitänzer        |
| ------------------ | ------------------ |
| Magdalena Brzeska  | Erich Klann        |
| Manuel Cortez      | Oana Nechiti       |
| Moritz A. Sachs    | Isabel Edvardsson  |
| Susan Sideropoulos | Stefano Terrazzino |
| Sophia Thomalla    | Massimo Sinató     |

## Tänze
| Show    | Datum             | Tänze in der Show                                                            |
| ------- | ----------------- | ---------------------------------------------------------------------------- |
| 1. Show | 20. Dezember 2013 | Paso Doble, Jive, Tango, Salsa, Rumba, Langsamer Walzer, Slowfox, Quickstepp |
| 2. Show | 21. Dezember 2013 | Wiener Walzer, Jive, Slowfox, Freestyles, Weihnachtsshowtänze                |

## Ergebnisse
| Paar                                    | Platz | Letzter Tanz                 | 1        | 2           | Durchschnitt (pro Tanz) |
| --------------------------------------- | ----- | ---------------------------- | -------- | ----------- | ----------------------- |
| Magdalena Brzeska & Erich Klann         | 1     | Slowfox, Freestyle, Showtanz | 49 26+23 | 86 28+29+29 | 27,00                   |
| Sophia Thomalla & Massimo Sinató        | 2     | Jive, Freestyle, Showtanz    | 56 26+30 | 86 28+29+29 | 28,40                   |
| Moritz A. Sachs & Isabel Edvardsson     | 3     | Wiener Walzer, Freestyle     | 51 26+25 | 46 20+26    | 24,25                   |
| Susan Sideropoulos & Stefano Terrazzino | 4     | Paso Doble, Jive             | 45 21+24 |             | 22,50                   |
| Manuel Cortez & Oana Nechiti            | 4     | Jive, Langsamer Walzer       | 44 23+21 |             | 22,00                   |

Angegeben ist jeweils die Wertung der Jury
Grüne Zahlen: höchste erreichte Jury-Punktzahl der Show
Rote Zahlen: niedrigste erreichte Jury-Punktzahl der Show
Nach Jury- und Zuschauervoting Letztplatzierte

## Sieger
Magdalena Brzeska und Erich Klann gewannen das Christmas-Special mit einem Slowfox zu dem Song Winter Wonderland von Felix Bernard (28 Punkte), dem Freestyle zu einem Medley aus Fluch der Karibik (vgl. Fünfte Staffel) (29 Punkte) sowie einem Weihnachtsshowtanz zu Bing Crosbys I’ll Be Home for Christmas (29 Punkte). Mit der Gewinnsumme in Höhe von 10.000 Euro unterstützte Brzeska in ihrer Funktion als Projektpatin über den RTL-Spendenmarathon blinde Kinder in Togo.

## Die beiden Abende
| Tanzpaar                                | Tanz             | Musik                                                 |
| --------------------------------------- | ---------------- | ----------------------------------------------------- |
| Susan Sideropoulos & Stefano Terrazzino | Paso Doble       | Anastacia – Left Outside Alone                        |
| Susan Sideropoulos & Stefano Terrazzino | Jive             | Mariah Carey – All I Want for Christmas Is You        |
| Manuel Cortez & Oana Nechiti            | Jive             | Chuck Berry – You Never Can Tell                      |
| Manuel Cortez & Oana Nechiti            | Langsamer Walzer | Judy Garland – Have Yourself a Merry Little Christmas |
| Magdalena Brzeska & Erich Klann         | Tango            | Carlos Gardel – Por una cabeza                        |
| Magdalena Brzeska & Erich Klann         | Rumba            | Wham! – Last Christmas                                |
| Moritz A. Sachs & Isabel Edvardsson     | Salsa            | Gipsy Kings – Baila me                                |
| Moritz A. Sachs & Isabel Edvardsson     | Slowfox          | Eartha Kitt – Santa Baby                              |
| Sophia Thomalla & Massimo Sinató        | Quickstepp       | Leroy Anderson – Sleigh Ride                          |
| Sophia Thomalla & Massimo Sinató        | Rumba            | Sting – Fields of Gold                                |

| Tanzpaar                            | Tanz               | Musik                                          |
| ----------------------------------- | ------------------ | ---------------------------------------------- |
| Moritz A. Sachs & Isabel Edvardsson | Wiener Walzer      | Bing Crosby – White Christmas                  |
| Moritz A. Sachs & Isabel Edvardsson | Freestyle          | Medley aus Queen-Songs                         |
| Sophia Thomalla & Massimo Sinató    | Jive               | Brenda Lee – Rockin’ Around the Christmas Tree |
| Sophia Thomalla & Massimo Sinató    | Freestyle          | Medley aus Michael-Jackson-Songs               |
| Sophia Thomalla & Massimo Sinató    | Weihnachtsshowtanz | Franz Schubert – Ave Maria                     |
| Magdalena Brzeska & Erich Klann     | Slowfox            | Felix Bernard – Winter Wonderland              |
| Magdalena Brzeska & Erich Klann     | Freestyle          | Medley aus Fluch der Karibik                   |
| Magdalena Brzeska & Erich Klann     | Weihnachtsshowtanz | Bing Crosby – I’ll Be Home for Christmas       |